# الورشة (فلم 2021)
الورشة هو فيلمٌ مصريٌ أُنتج عام 2021.

## قصة الفيلم
شابٌ يرغب أن يدخل عالم التمثيل (نضال الشافعي). يلتقي بفتاة لديها نفس الرغبة (سهر الصايغ)، ويخبطها. يتفق الاثنان على استئجار مسرح ليقدما من خلاله عرضاً يروي سيرة كفاحهم.

## إنتاج الفيلم وعرضه
يمثل الفيلم التجربة الإنتاجية الأولى لمخرجه محمد حمدي، وعُرض في 8 ديسمبر 2021 في مصر بالتزامن مع عرضه في دول الخليج. لكن الفيلم رُفع من دور العرض بعد أسبوعين من عرضه، لأنه لم يحقق سوى 80,000 جنيه مصري من الإيرادات، وصار بذلك أقل الأفلام المصرية تحقيقاً للإيرادات سنة 2021.

## مصدر
1. 1 2  طرح فيلم "الورشة" بطولة نضال الشافعى وسهر الصايغ بدور العرض غداً نسخة محفوظة 2021-12-19 على موقع واي باك مشين.
2. ↑  تفاصيل فيلم "الورشة" لنضال الشافعي.. وموعد عرضه في السينمات نسخة محفوظة 25 سبتمبر 2022 على موقع واي باك مشين.
3. ↑  عرض فيلم "الورشة" عبر المنصات الإلكترونية بعد فشله في تحقيق إيرادات نسخة محفوظة 25 سبتمبر 2022 على موقع واي باك مشين.
4. ↑  رفع فيلم "الورشة" من السينمات بعد أسبوعين عرض لضعف الإيرادات  نسخة محفوظة 2021-12-31 على موقع واي باك مشين.
5. ↑  الأفلام الأقل إيرادات في 2021: «الورشة» في المركز الأول بـ 80 ألفا نسخة محفوظة 2021-12-27 على موقع واي باك مشين.

## وصلات خارجية
- مقالات تستعمل روابط فنية بلا صلة مع ويكي بيانات